# 張蔭桓

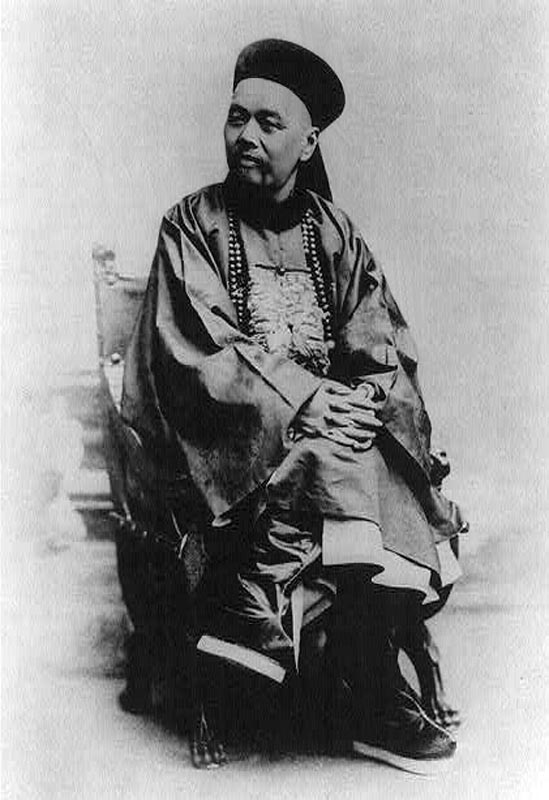

張 蔭桓（ちょう いんかん、Zhāng Yīnhuán、1837年 - 1900年）は、清末の外交官・官僚。字は皓巒、号は樵野または紅棉居士。広東省南海県出身。

## 人物略歴
若い時から科挙に挑戦していたが、及第しなかったため諦め、1862年に叔父に従って済南へ行き、金銭を納めて知県の地位を手に入れた。その後、山東巡撫の幕僚となり、巡撫の閻敬銘と丁宝楨からその能力を評価されて道員に推薦され、按察使に昇進した。
やがて北京に召されて総理各国事務衙門に入り、戸部左侍郎に昇進し、その後も工部・刑部・兵部・礼部・吏部を歴任した。1885年にはアメリカ・スペイン・ペルー公使となった。在任中は華僑の労働者（華工）の問題について協議している。

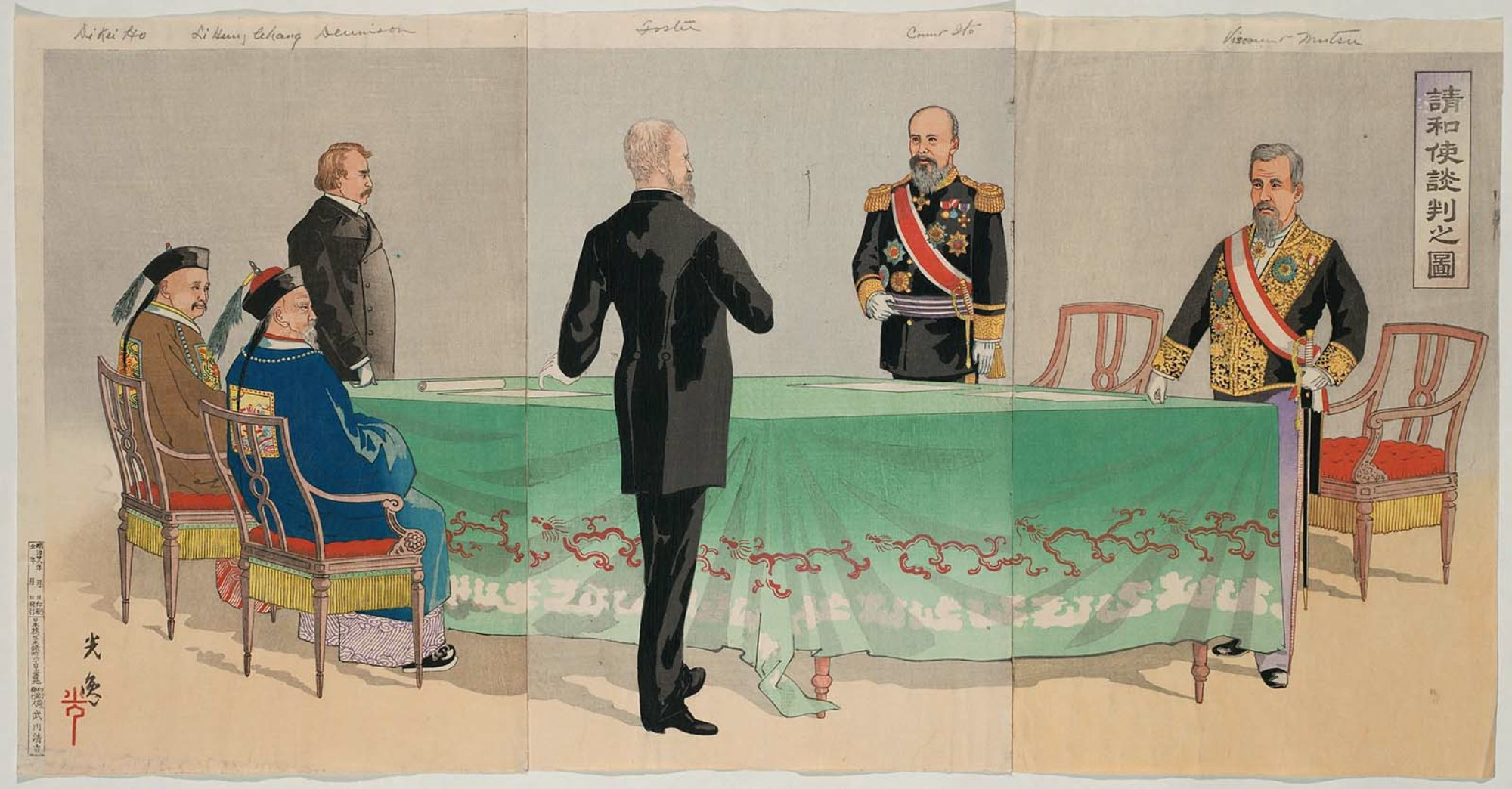
土屋光逸「請和使談判之図」
----
1895年2月に広島県庁で行われた請和交渉を描いたもの。

1895年、日清戦争で北洋艦隊が惨敗したため、清国朝廷は講和のために戸部左侍郎であった張蔭桓と湖南巡撫邵友濂を全権大使として派遣した。しかし全権委任状の不備のために広島での交渉を拒絶され、結局李鴻章とその養子の李経方と交代することになった。なお、交代した李鴻章・李経方は下関条約を調印している。
1897年にはイギリス・アメリカ合衆国・フランス・ドイツ・ロシアを歴訪した。1898年3月には、北京市で調印された旅順・大連租借に関する露清条約の次席全権委員を務めた（主席全権は李鴻章）。
張蔭桓は変法運動を支持しており、康有為とも親密であったため、戊戌の政変後、新疆省へ流罪となった。1900年、義和団の乱の最中に流刑先で処刑された。

## 著書
- 『三洲日記』
- 『鉄画楼詩続鈔』